# Стойо Тетевенски
Стойо Ясенов Тетевенски е български писател и общественик, сочен като най-младият автор на публикуван роман в България.

## Биография
Стойо Тетевенски е роден на 7 октомври 1995 г. в село Антон, Пирдопско, България. Първоначално учи в родното си село, а по-късно продължава образованието си в ЧПГЧО „Челопеч“.
Дебютния си роман „Стамболов“ написва за два месеца през лятото на 2009 г., когато е на 13 години. Книгата е публикувана в началото на 2010 г. от издателска къща „Труд“. В интервю от 2010 г. Тетевенски обещава продължение. По-късно обявява и името на книгата, „Вярност и постоянство“ – девизът на българското царско семейство.
Романът „Стамболов“ е класиран на шесто място от осем номинирани в категорията „Исторически романи и биографии“ на онлайн анкетата „Книга на 2010 година“, организирана от сайта books-bg.net.
От 2017 до 2019 г. работи като координатор на младежките програми на фондация „Действие“.
През май 2018 г. Софийският университет „Св. Климент Охридски“ удостоява Тетевенски с ежегодната си студентска награда в категория „Доброволческа дейност“ за „отдадената работа на Стойо за ЛГБТИ+ права и за правата на хора, търсещи закрила.“
От 2019 г. Тетевенски е член на феминистката-антикапиталистическа организация „ЛевФем“.
Той се определя като част от българската куиър общност.

## Произведения
- „Стамболов“ (роман, 2010 г.)